# 998
998 (CMXCVIII) fue un año común comenzado en sábado del calendario juliano, en vigor en aquella fecha.

## Acontecimientos
- 2 de noviembre - Francia: Odilón, cuarto abad de Cluny, instituye este día como el Día de los Difuntos.
- Se construyó el Salón del Fénix del templo budista Byōdō-in.

## Nacimientos
- Minamoto no Yoriyoshi, líder japonés